# Улица Константина Великого
Улица Константина Великого (укр. вулиця Костянтина Великого) — находится в Александровском районе города Запорожье, вдоль железнодорожной линии Запорожье-2 — Никополь. Её длина составляет 0,95 км.
Названа в честь гвардии красноармейца Константина Великого, удостоенного посмертно звания Героя Советского Союза.
Расположена между Днепровской и Крепостной улицами (до 2016 года, соответственно, Леппика и Грязнова) и проходит возле железнодорожного вокзала Запорожье-2.

## Объекты
- Региональный информационно-вычислительный центр Запорожской дирекции железнодорожных перевозок Приднепровской железной дороги (ул. Константина Великого, 1)
- железнодорожный вокзал Запорожье-2 (ул. Константина Великого, 5)
- Спортивный клуб «Локомотив» (ранее — Дом культуры железнодорожников, ул. Константина Великого, 16-А)[2].

## Маршруты городского транспорта
По улице Константина Великого, возле вокзала «Запорожье-2» проходит троллейбусная линия, на данный момент регулярное троллейбусное сообщение отсутствует. Линия используется только для оборота троллейбусов или во время перекрытий центральной магистрали города — Соборного проспекта. Ранее действовали маршруты троллейбусов: № 2, 7, 15, 16.
В настоящее время до улицы Константина Великого можно добраться автобусами: № 39, 101.

## Галерея

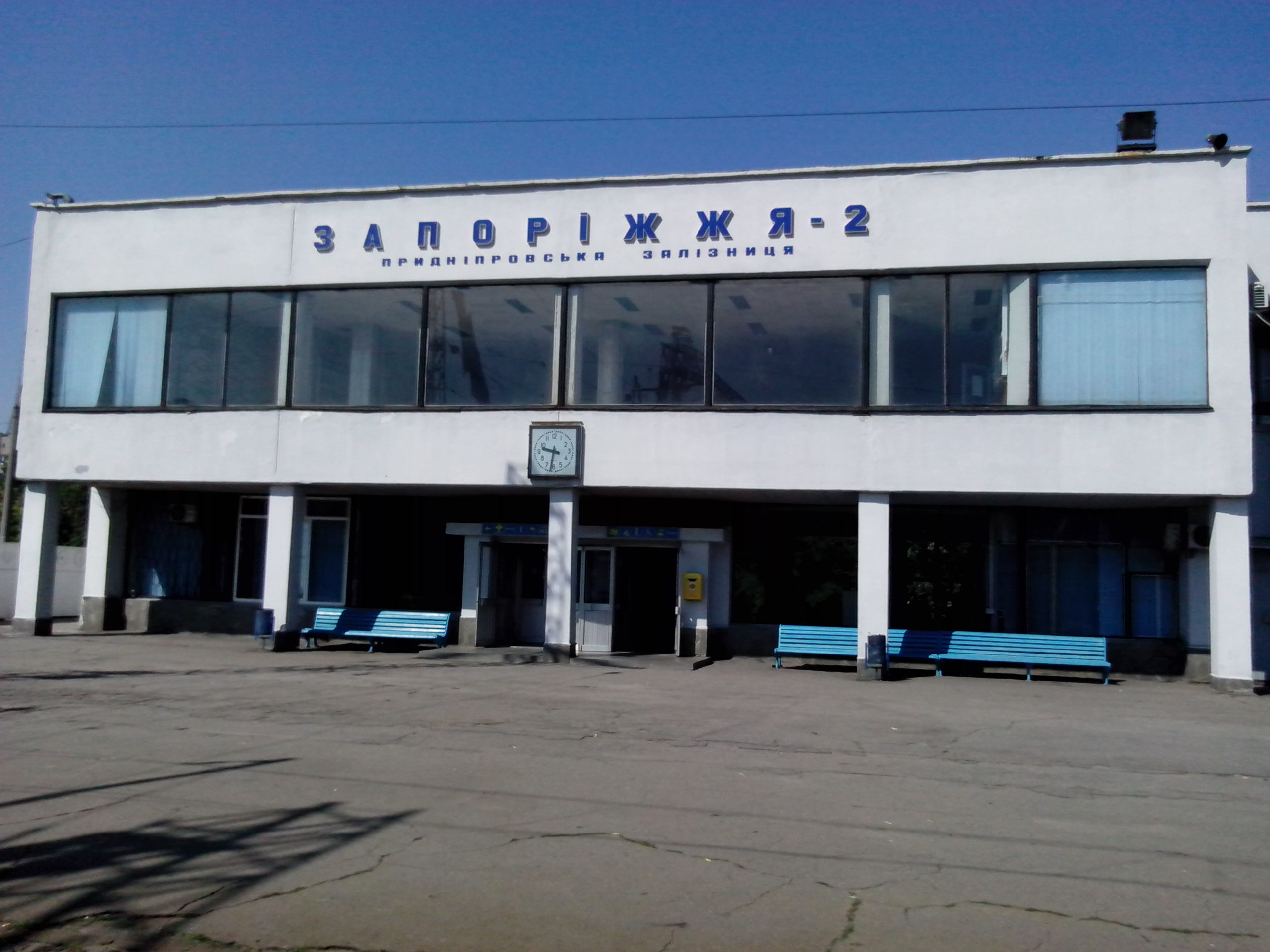
Здание вокзала (ул. Константина Великого, 5)
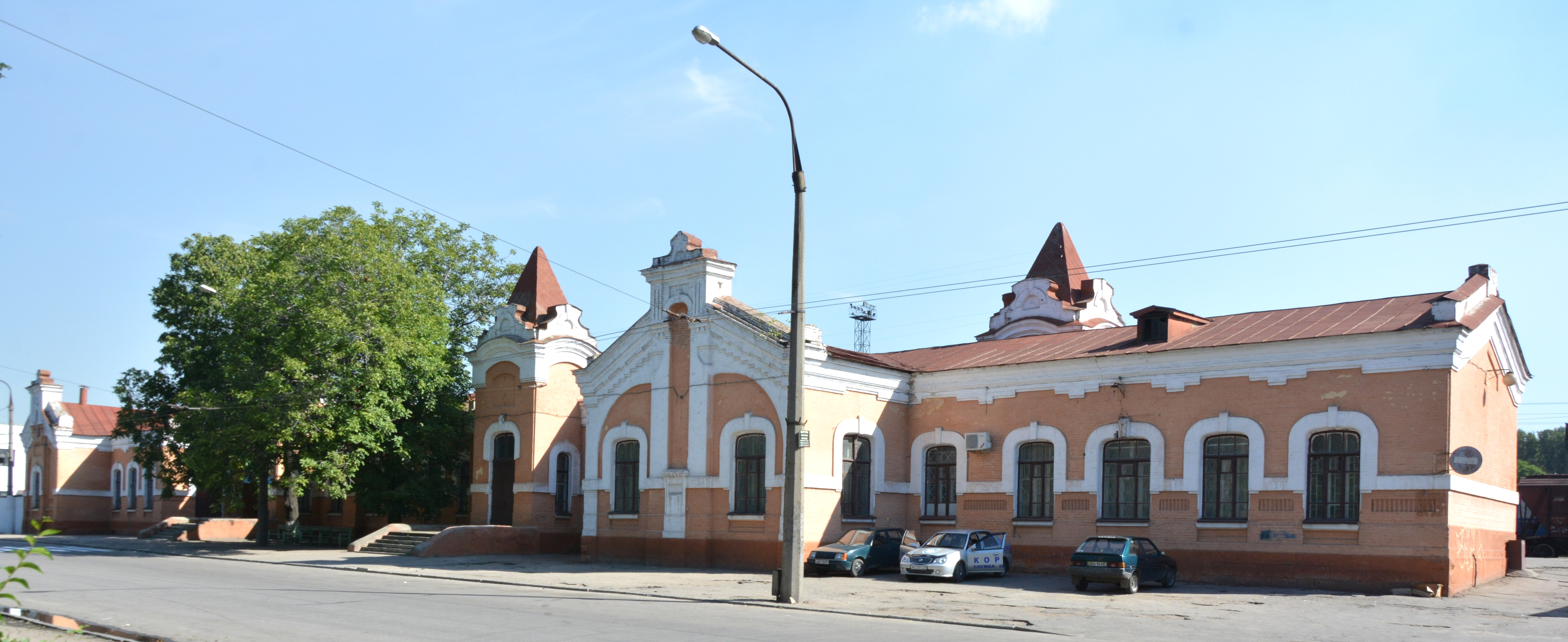
Вид с ул. Константина Великого
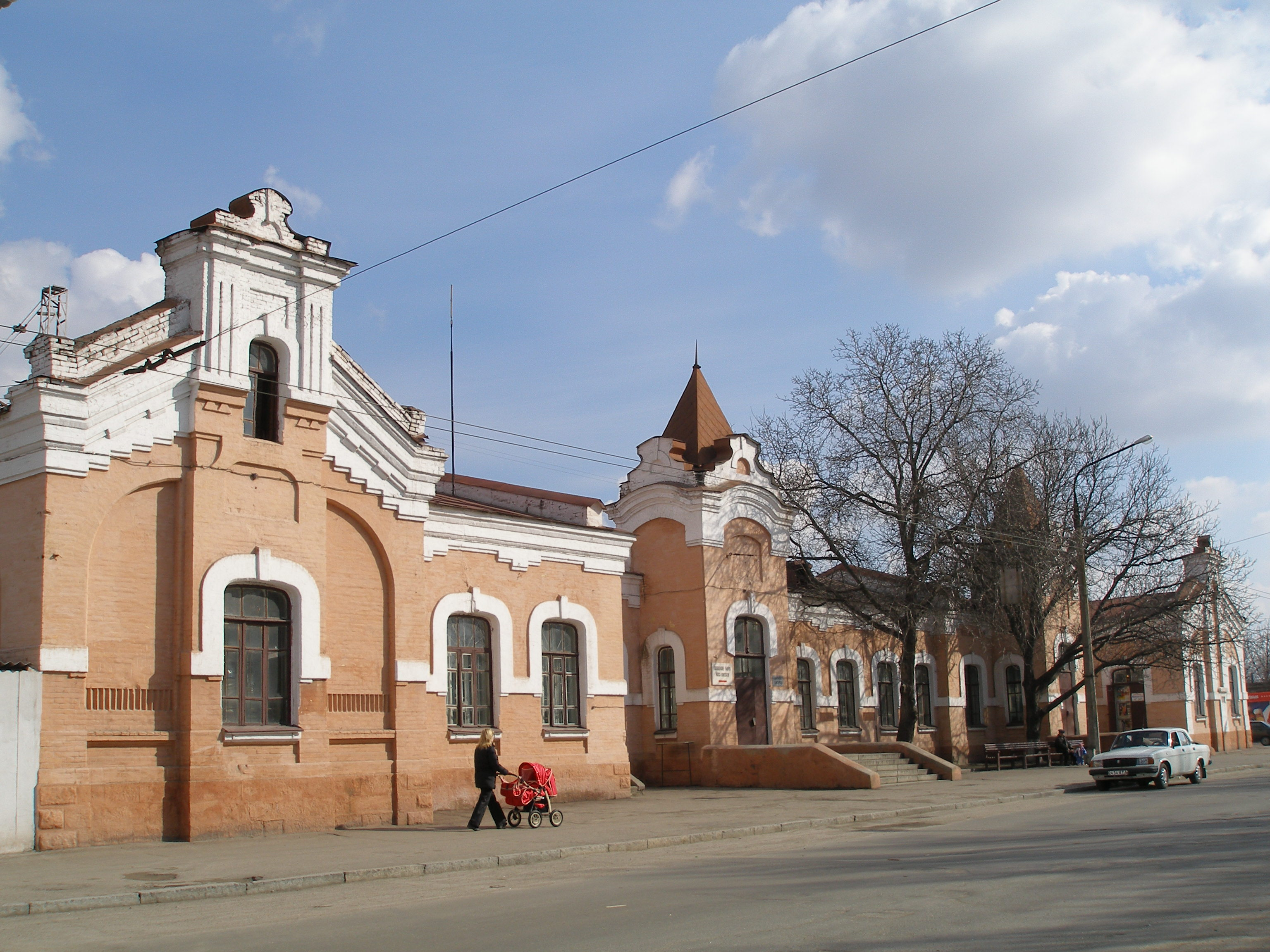
Старое здание вокзала Александровск ІІ
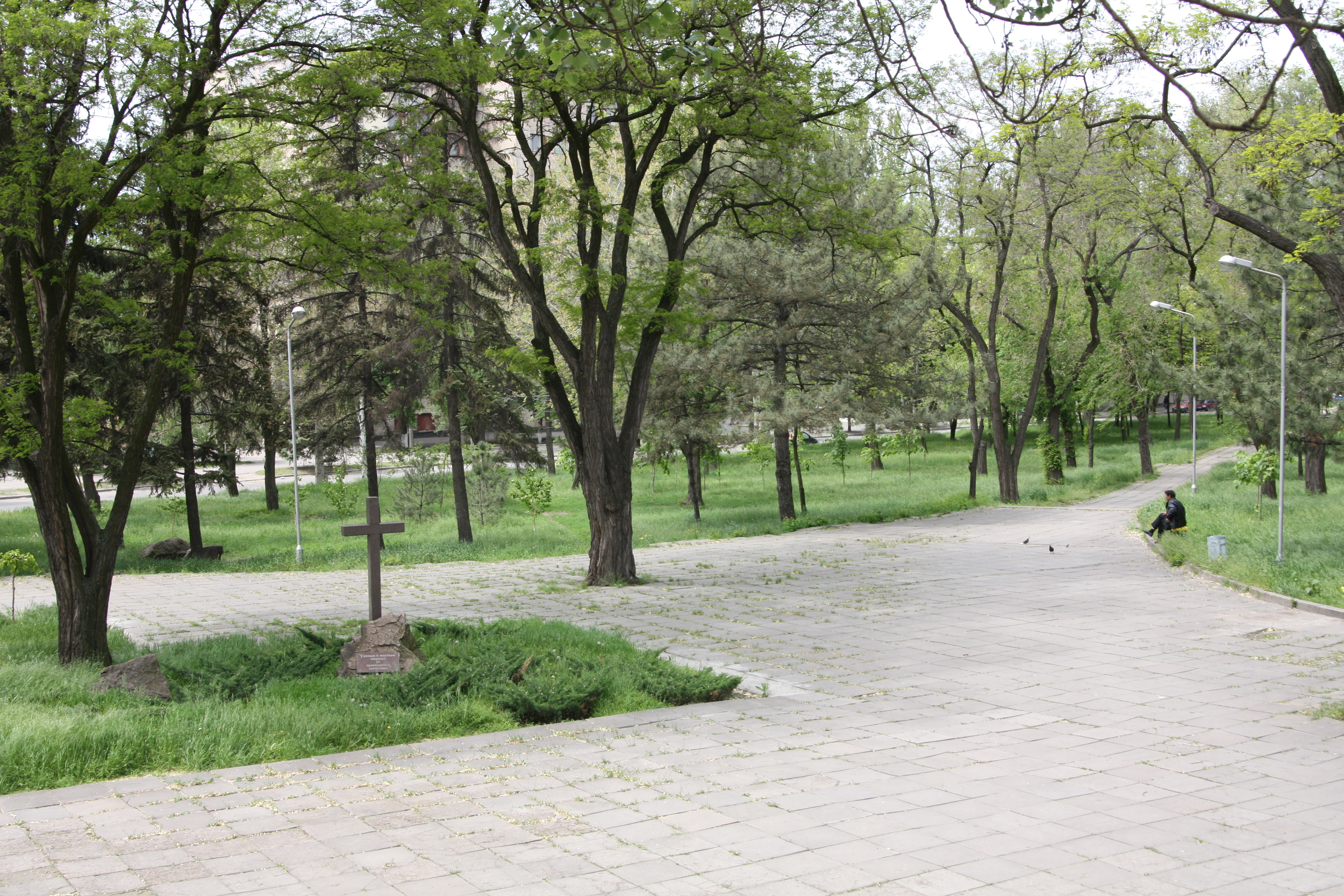
Сквер по ул. Константина Великого напротив вокзала Запорожье-2
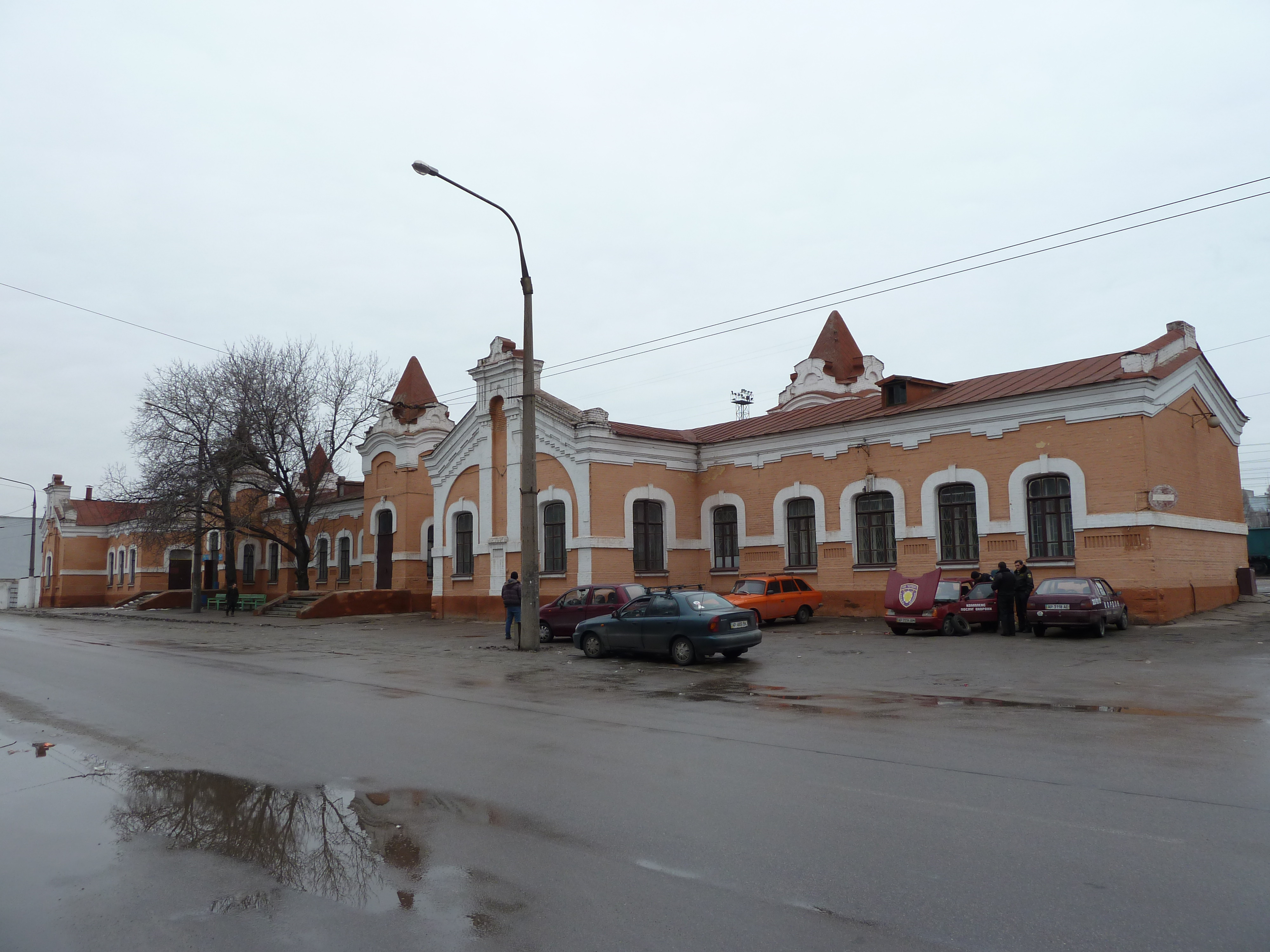
Старое здание вокзала
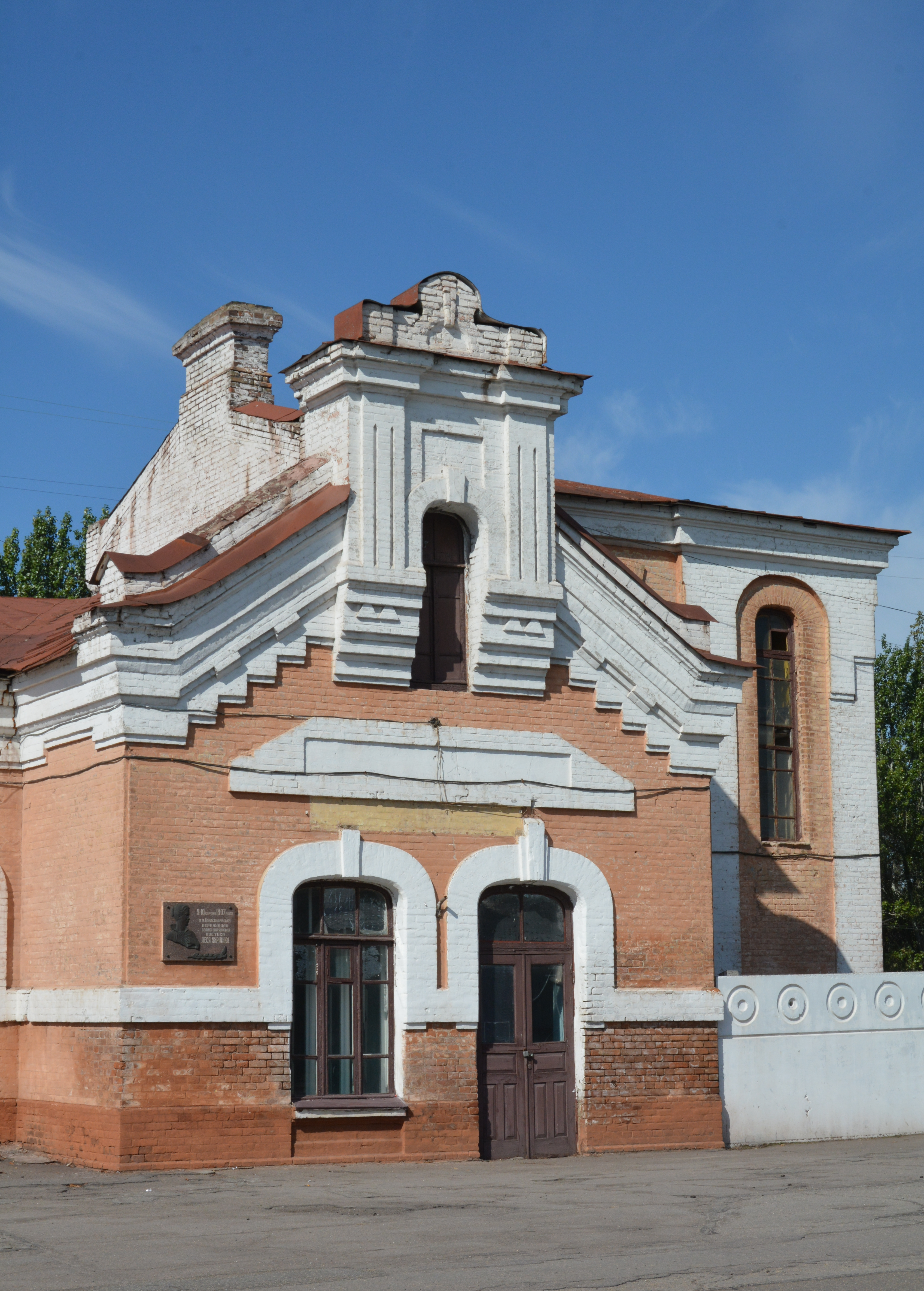
Фрагмент здания вокзала